# François Cheng
François Cheng (chino tradicional y simplificado: 程抱一;pinyin: Chéng Bàoyī,  Nanchang, Jiangxi, 30 de agosto de 1929) académico, escritor, traductor y calígrafo sinofrancés miembro de la Academia francesa desde 2002. 

## Biografía
Nació en el seno de una familia de intelectuales y tras sus estudios universitarios en Nankin se estableció en París con sus padres en 1948 cuando su padre obtuvo un puesto en la UNESCO, más tarde su familia emigraría a Estados Unidos en 1949 y él regresaría a Francia atraído por la cultura de este país y dedicándose al estudio de la lengua y la literatura francesas. 
En los años 1960 trabajó en el Institut National des Langues et Civilisations Orientales (Inalco), e hizo traducciones de chino a francés y viceversa.
Como escritor comenzó publicando poemas en Taiwán y Hong Kong y se le concedió la nacionalidad francesa en 1973. Es padre de la sinóloga Anne Cheng.

## Obra
- Analyse formelle de l'œuvre poétique d'un auteur des Tang: Zhang Ruoxu 1970
- Le Pousse-pousse, de Lao She (traducción, 1973)
- L'Écriture poétique chinoise, Éditions du Seuil, 1977
- Vide et plein: le langage pictural chinois, Éditions du Seuil, 1979
- L'Espace du rêve: mille ans de peinture chinoise, Phébus, 1980
- Sept poètes français 1983
- Henri Michaux, sa vie, son œuvre, 1984
- Chu Ta: le génie du trait, Phébus, 1986
- Some Reflections on Chinese Poetic Language and its Relation to Chinese Cosmology dans The Vitality of the Lyric Voice, 1986
- The Reciprocity of Subject and Object in Chinese Poetic Language dans Poetics East and West, 1988
- De l'arbre et du rocher, Fata Morgana, 1989
- Souffle-Esprit, Éditions du Seuil, 1989
- Entre source et nuage, Voix de poètes dans la Chine d'hier et d'aujourd'hui, Albin Michel, 1990
- Saisons à vie, 1993
- Trente-six poèmes d'amour, 1997
- Quand les pierres font signe, 1997 (con Fabienne Verdier)
- Le Dit de Tianyi, Albin Michel, 1998 (Prix Femina)
- Double chant, Encre Marine, 1998 (Prix Roger Caillois)
- Shitao: la saveur du monde, Phébus, 1998 (Prix André-Malraux)
- Cantos toscans, Unes, 1999
- D'où jaillit le chant, Phébus, 2000
- Poésie chinoise, Albin Michel, 2000
- Et le souffle devient signe, Iconoclaste, 2001
- Qui dira notre nuit, poèmes, Arfuyen, 2001
- L'éternité n'est pas de trop, Albin Michel, 2002
- Le Dialogue, Une passion pour la langue française, Desclée de Brouwer, 2002
- Le Long d'un amour, Arfuyen, 2003
- Le Livre du vide médian, Albin Michel, (2004)
- Que nos instants soient d'accueil, con Francis Herth, Les Amis du Livre contemporain, 2005
- À l'orient de tout, Gallimard, 2005
- Cinq méditations sur la beauté, Albin Michel, 2006
- Pèlerinage au Louvre, Flammarion et Musée du Louvre éditions, 2008
- L'Un vers l'autre, Editions Albin Michel, 2008
- Œil ouvert et cœur battant, Desclée de Brouwer, 2011

## Premios
- Prix Femina, 1998
- Prix Roger Caillois, 1998
- Prix André-Malreux, 1998
- Prix Roger Caillois, 2000
- Grand Prix de la francophonie de l'Académie française, 2001
- Officier de la Légion d'honneur, 2009.[1]